# Aleksander Osuchowski
Aleksander Jan Osuchowski (ur. ok. 1845 w Dubiecku, zm. 2 lipca 1907) – polski malarz, rysownik i szachista.
Sztuki piękne studiował w Szkole Sztuk Plastycznych w Krakowie. We Lwowie osiadł w 1894, gdzie rychło wyrósł na jednego z wiodących szachistów, rywalizując m.in. z Tadeuszem Bujakiem, Kazimierzem Weydlichem, Kalikstem Morawskim.  W grudniu tegoż roku wygrał dwa turnieje tzw. handicapowe, w których gracze zostali podzieleni na klasy według umiejętności i zależnie od przyznanej klasy mieli pewne przewagi (np. przewagę piona i posunięcia). W 1895 w pierwszych mistrzostwach Lwowa, zorganizowanych przez Lwowski Klub Szachowy, Osuchowski uplasował się na 6. miejscu w 8-osobowej stawce. Zdobył 3 punkty, dzięki dwóm zwycięstwom i dwóm remisom (w tym z Weydlichem), a triumf świętował Ignacy Popiel. Osuchowskiego zabrakło na starcie kolejnych mistrzostw miasta w 1896. Prawdopodobnie niebawem wycofał się z życia szachowego.